# Capitola (Kalifornija)
Capitola je grad u američkoj saveznoj državi Kalifornija. Prema popisu stanovništva iz 2010. u njemu je živjelo 9,918 stanovnika.